# Робертс-Остен, Уильям Чандлер
Сэр Уильям Чандлер Робертс-Остен (англ. William Chandler Roberts-Austen; 3 марта 1843, Кеннингтон — 22 ноября 1902, Лондон) — английский металлург, исследователь металлов и сплавов. В его честь названа фаза аустенит.
Член Лондонского королевского общества (1875).

## Биография
Уильям Чандлер Робертс родился в Кеннингтоне, графство Суррей. Позже в 1885 г. он поменял фамилию на Робертс-Остен по просьбе своего дяди — майора Остена, чтобы унаследовать его состояние. Уильям учился сначала самостоятельно, а в 1861—1865 годах в Королевской горной школе.
После окончания школы Уильям был назначен помощником мастера монетного двора, а затем, в 1869 г., помощником химика Королевского монетного двора.
В июне 1875 г. Робертс-Остен избран членом Королевского общества.
В 1875 году сэр Уильям впервые применил технику Т-х диаграмм при исследовании системы Cu-Ag, ещё до того, как появились надёжные термопары (ему пришлось использовать водяной калориметр, измеряя температуру воды ртутным термометром и косвенно определяя температуру исследуемых сплавов в области температур, недостижимых для прямых измерений ртутным термометром). Это первая в истории задокументированная работа по исследованию свойств бинарной системы как единого объекта исследования. Разработанная им техника Т-х диаграмм стала широко использоваться в практике термоанализа и физико-химического анализа.
В 1876 г. Уильям женится в Лондоне на Флоренс Мод Олдридж.
В 1880 г. он становится профессором металлургии в Горной школе, а с 1882 года и до смерти химиком и пробирным на Королевском монетном дворе. Он разработал новые методики анализа компонентов сплавов, а также автоматический пирометр, использующийся для записи изменений температуры в печи и расплавленных материалах. Робертс-Остен стал мировым авторитетом по техническим аспектам чеканки монет. Его работа имела большой практический и промышленный выход.
В 1891—1893 гг. состоял членом и почётным спикером Гильдии работников искусства. В 1890 году прочитал лекцию «Травление, окраска и лакировка металлов, в том числе патины», а в 1895 году лекцию «Использование алюминия в искусстве».
В 1890 г. Робертс-Остен был сделан Рыцарем Бани, а в 1896 году становится Бейкеровским лектором.
В 1897 году Робертс-Остен представил первую в мире версию T-x диаграммы системы Fe-C. Эту версию ещё нельзя было назвать равновесной фазовой диаграммой. В 1899 году Х. В. Б. Розебом на основе работы Робертса-Остена представил модифицированную версию, приведённую в соответствие с правилом фаз Гиббса. После создания и использования А. Л. Ле Шателье Pt/Pt10Rh термопары, которая показала свою надёжность при проведении высокотемпературных работ, Робертс-Остен использовал её в своём революционном изобретении: механическом фотографическом ленточном самописце температуры, принцип которого долгое время использовался при проведении научных исследований и в промышленности. В начале XX века этот принцип был использован и усовершенствован Н. С. Курнаковым при разработке им «пирометра Курнакова».
В 1899 г. Робертс-Остен посвящён в Рыцари-командоры. Он был также кавалером ордена Почётного Легиона.
Благодаря его усилиям было завершено строительство часовни Святого Мартина в Блэкхете, графство Суррей. В 1902 году Уильям Робертс-Остен умер в своей резиденции в Королевском монетном дворе и был похоронен на кладбище Святого Мартина, Кентербери, графство Кент.